# اولاد عباس
اولاد عباس (به عربی: أولاد عباس) یک شهرداری در الجزایر است که در استان الشلف واقع شده‌است. اولاد عباس ۷٬۳۳۰ نفر جمعیت دارد.